# Reguengos de Monsaraz (freguesia)
A Freguesia de Reguengos de Monsaraz é uma freguesia portuguesa do Município de Reguengos de Monsaraz com 101,68 km² de área e 6773 habitantes (censo de 2021), tendo, por isso, uma densidade populacional de 66,6 hab./km².
A freguesia foi criada em 1752 e tornou-se sede de concelho (atual município) pela primeira vez em 1838 e definitivamente em 1851.
Esta freguesia engloba quatro aglomerados populacionais: Reguengos de Monsaraz, Caridade, Perolivas e Gafanhoeiras.

## Demografia
A população registada nos censos foi:
| Distribuição da População por Grupos Etários | Distribuição da População por Grupos Etários | Distribuição da População por Grupos Etários | Distribuição da População por Grupos Etários | Distribuição da População por Grupos Etários |
| -------------------------------------------- | -------------------------------------------- | -------------------------------------------- | -------------------------------------------- | -------------------------------------------- |
| Ano                                          | 0-14 Anos                                    | 15-24 Anos                                   | 25-64 Anos                                   | > 65 Anos                                    |
| 2001                                         | 1082                                         | 965                                          | 3544                                         | 1479                                         |
| 2011                                         | 1146                                         | 781                                          | 3860                                         | 1474                                         |
| 2021                                         | 908                                          | 742                                          | 3505                                         | 1618                                         |

## Património
- Bloco de granito insculturado na Herdade da Capela
- Complexo Arqueológico dos Perdigões
- Capela de Nossa Senhora dos Remédios (Reguengos de Monsaraz) ou Ermida de Nossa Senhora dos Remédios do Esporão
- Castelo de Esporão ou Torre do Esporão ou Solar da Herdade do Esporão
- Menir na Herdade das Vidigueiras ou Menir das Vidigueiras ou Menir na Quinta das Vidigueiras
- Castelo Velho do Degebe
- Castelo da Vidigueira (Reguengos de Monsaraz) ou Torre das Vidigueiras